# Юнацька збірна Німеччини з футболу (U-16)
Юнацька збірна Німеччини з футболу (U-16) — національна футбольна збірна Німеччини, що складається із гравців віком до 16 років. Керівництво командою здійснює Футбольний союз Німеччини. Збірна може брати участь у товариських і регіональних змаганнях.
Формує найближчий кадровий резерв для основної юнацької збірної, команди до 17 років, яка може кваліфікуватися на Юнацький чемпіонат Європи з футболу (U-17). До зміни формату юнацьких чемпіонатів Європи у 2001 році саме команда 16-річних функціонувала як одна з основних юнацьких збірних і боролася за право участі у відповідній континентальній юнацькій першості з футболу, а до 1991 року — і на чемпіонаті світу U-16.

## Виступи на міжнародних турнірах

### Юнацький чемпіонат світу (U-16)
| - 1985 : віце-чемпіон - 1987 : не кваліфікувалася - 1989 : не кваліфікувалася |

### Юнацький чемпіонат Європи (U-16)
|  | - 1982 : віце-чемпіон - 1984 : чемпіон - 1985 : перший етап - 1986 : не кваліфікувалася - 1987 : перший етап - 1988 : 4-те місце - 1989 : не кваліфікувалася - 1990 : перший етап - 1991 : віце-чемпіон |  | - 1992 : чемпіон - 1993 : не кваліфікувалася - 1994 : перший етап - 1995 : третє місце - 1996 : чвертьфіналіст - 1997 : третє місце - 1998 : не кваліфікувалася - 1999 : третє місце - 2000 : чвертьфіналіст |